# Botia dario
Botia dario és una espècie de peix de la família dels cobítids i de l'ordre dels cipriniformes.

## Morfologia
- Fa 15,1 cm de llargària màxima.
- No té escates, per la qual cosa pot ésser intolerant a certs medicaments que continguin coure.[2]
- Les femelles sexualment madures són normalment més voluminoses que els mascles.[3][4][5]

## Hàbitat i distribució geogràfica
És un peix d'aigua dolça (pH entre 6,5 i 7,5), demersal i de clima tropical (23 °C-26 °C), el qual viu a Àsia: l'Índia (Assam, Bihar, Jharkhand, Manipur, Meghalaya, Mizoram, Nagaland, Sikkim, Tripura, Uttar Pradesh i Bengala Occidental), Bangladesh i Bhutan
, incloent-hi les conques dels rius Ganges i Brahmaputra.

## Amenaces
Malgrat que la destrucció del seu hàbitat està molt estès a l'àrea geogràfica que ocupa (principalment per l'ús de pesticides en els arrossars), és una espècie resistent i molt estesa. Tot i així, pateix, a més, l'impacte de la seua captura amb destinació al comerç internacional de peixos d'aquari.

## Observacions
És inofensiu per als humans i la seua longevitat és de 6 anys.